# Diadegma albicinctum
Diadegma albicinctum là một loài tò vò trong họ Ichneumonidae.